# Tarzan och den vita kvinnan
Tarzan och den vita kvinnan (engelska: Tarzan and His Mate) är en amerikansk äventyrsfilm från 1934 i regi av Cedric Gibbons. Filmen är baserad på Tarzan-karaktärerna skapade av Edgar Rice Burroughs. I huvudrollerna ses Johnny Weissmuller och Maureen O’Sullivan.
År 2003 valdes filmen ut för att bevaras i National Film Registry av USA:s kongressbibliotek då den anses vara ”kulturellt, historiskt eller estetiskt betydelsefull”.

## Rollista i urval
- Johnny Weissmuller – Tarzan
- Maureen O’Sullivan – Jane Parker
- Neil Hamilton – Harry Holt
- Paul Cavanagh – Martin Arlington
- Forrester Harvey – Beamish
- Nathan Curry – Saidi
- George Barrows – gorilla
- Yola d'Avril – Madame Feronde
- Paul Porcasi – Monsieur Feronde
- Ray Corrigan – gorilla
- Desmond Roberts – Henry Van Ness